# Agrias thusnelda
Agrias thusnelda är en fjärilsart som beskrevs av Anton Heinrich Fassl 1913. Agrias thusnelda ingår i släktet Agrias och familjen praktfjärilar. Inga underarter finns listade i Catalogue of Life.